# Projektering
Projektering är det utrednings- och förberedelsearbete som föregår det operativa genomförandet av en större insats av typen skapa en anläggning som en gruva, väg eller byggnad. Projektering kan jämföras med förstudie- och planeringsfaserna i ett projekt.

## Industriell projektering
Hur pass unik en enskild projektering är beror på hur unikt själva genomförandearbetet är. För uppförandet av till exempel standardiserade prefabricerade hus kan också projekteringen genomföras mer eller mindre enligt förutbestämda moment, en industriell projektering.
En av aspekterna som betraktas i industriell projektering är värdeflödet genom hela processen, detta är även en del i lean production tänkandet.
Med hjälp av Industriell projektering försöker man öka färdigställandegraden vilket innebär ett minskat antal fel i projekteringen till exempel i byggbranschen vill man minska antalet ”LPP” (LPP = Löses på plats), detta innebär att de vill minska antalet fel som måste åtgärdas i produktionen på grund av fel i projekteringen.
Ett sätt att tillämpa industriell projektering är att använda standarder och gränssnitt integrerade med teknik baserad på informationsflöden och kommunikation.